# Peyto Peak
Peyto Peak är en bergstopp i Kanada.   Den ligger i provinsen Alberta, i den centrala delen av landet, 3 000 km väster om huvudstaden Ottawa. Toppen på Peyto Peak är 2 980 meter över havet, eller 218 meter över den omgivande terrängen. Bredden vid basen är 2,0 km.
Terrängen runt Peyto Peak är bergig åt nordväst, men åt sydost är den kuperad.Trakten runt Peyto Peak är nära nog obefolkad, med mindre än två invånare per kvadratkilometer.. Det finns inga samhällen i närheten. 
Trakten runt Peyto Peak är permanent täckt av is och snö.